# Wspólnota Kościołów Zielonoświątkowych w Burundi
Wspólnota Kościołów Zielonoświątkowych w Burundi (fr. Communaute des Eglises de Pentecote au Burundi, CEPBU) – największy Kościół protestancki w Burundi. Założony w 1935 roku przez misjonarzy ze Szwecji, liczy ponad 800 tysięcy wiernych.  
Kościół angażuje się na rzecz walki z analfabetyzmem i głodem. Prowadzi 521 szkół w całym kraju, w tym 165 szkół średnich i 6 zawodowych, 26 ośrodków zdrowia, a także utworzył 1200 punktów zaopatrzenia w wodę. Wiadomości All Africa w 2007 roku poinformowały, że Wspólnota Kościołów Zielonoświątkowych pod przewodnictwem pastora Charles'a Karenzo zebrała pomoc humanitarną wielkości 60 ton fasoli.

## Historia
Pierwsze stacje misyjne zostały założone na południu kraju w Kayogoro (Prowincja Makamba) i Kiremba (Prowincja Bururi). Pierwszy chrzest odbył się we wrześniu 1936 r. dla 4 nawróconych w Kiremba. W latach 1935–1960 Kościoły Zielonoświątkowe w Burundi były prowadzone przez Swedish Free Mission (MLS). Od 1962 nadzór nad zborami prowadziło Association d'Entraide des Eglises de Pentecôte au Burundi (ADEEP), aż do 1975 roku, kiedy Kościół przyjął obecną nazwę CEPBU. Według raportu Operation World w 2010 roku liczył 689 tysięcy wiernych. 